# Ulrike Muss
Ulrike Muss (* 11. September 1953 in Essen) ist eine deutsche Klassische Archäologin.

## Leben
Ulrike Muss studierte ab 1973 Klassische Archäologie, Kunstgeschichte und Alte Geschichte an den Universitäten Münster und Bonn und wurde 1982 an der Universität Bonn bei Nikolaus Himmelmann promoviert. 1977 nahm sie an den Ausgrabungen in Didyma teil, 1979 im Heraion von Samos. 1983/84 erhielt sie das Reisestipendium des Deutschen Archäologischen Instituts. 1996 bis 2009 war sie beim Österreichischen Archäologischen Institut in Wien angestellt. 2003 erfolgte ihre Habilitation an der Universität Wien.
Sie nahm an zahlreichen Ausgrabungen in Ionien teil: Didyma (1977), Samos (1979), Ephesos (1982–2008; 1996–2008 Leiterin der Grabungen im Artemision; 1998–2007 stellvertretende Grabungsleiterin), Knidos (2004–2006) und Kolophon (2010–2017). Ferner war sie von 1990 bis 1997 Co-Direktorin der österreichischen Grabungen in Aigeira.
Verheiratet war sie mit dem Bauforscher Anton Bammer (1934–2024).

## Schriften (Auswahl)
- Studien zur Bauplastik des archaischen Artemisions von Ephesos. Dissertation Bonn 1982.
- mit Charlotte Schubert: Die Akropolis von Athen (= Welt der Wunder – Wunder der Welt). Akademische Druck- und Verlagsanstalt, Graz 1988, ISBN 3-201-01390-0.
- mit Anton Bammer: Das Artemision von Ephesos. Das Weltwunder Ioniens in archaischer und klassischer Zeit (= Zaberns Bildbände zur Archäologie. Band 20 = Sonderhefte zur Antiken Welt). Zabern, Mainz 1996, ISBN 3-8053-1816-2.
- (Hrsg.): Die Archäologie der ephesischen Artemis. Gestalt und Ritual eines Heiligtums. Phoibos-Verlag, Wien 2008, ISBN 978-3-901232-91-6.
- mit Anton Bammer: Der Altar des Artemisions von Ephesos (= Forschungen in EphesosBand 12, 2). Verlag der Österreichischen Akademie der Wissenschaften, Wien 2001, ISBN 978-3-7001-2979-0 (Digitalisat).